# 2-Pirona
2-Pirona (α-pirona ou piran-2-ona) é um composto químico cíclico insaturado com a fórmula molecular C5H4O2. É isomérico com a 4-pirona.
Este composto pode ser classificado como uma delta-lactona, pois o grupo C=0 e o -O- estão adjacentes no anel  hexagonal.